# Stammlager IX C(b)

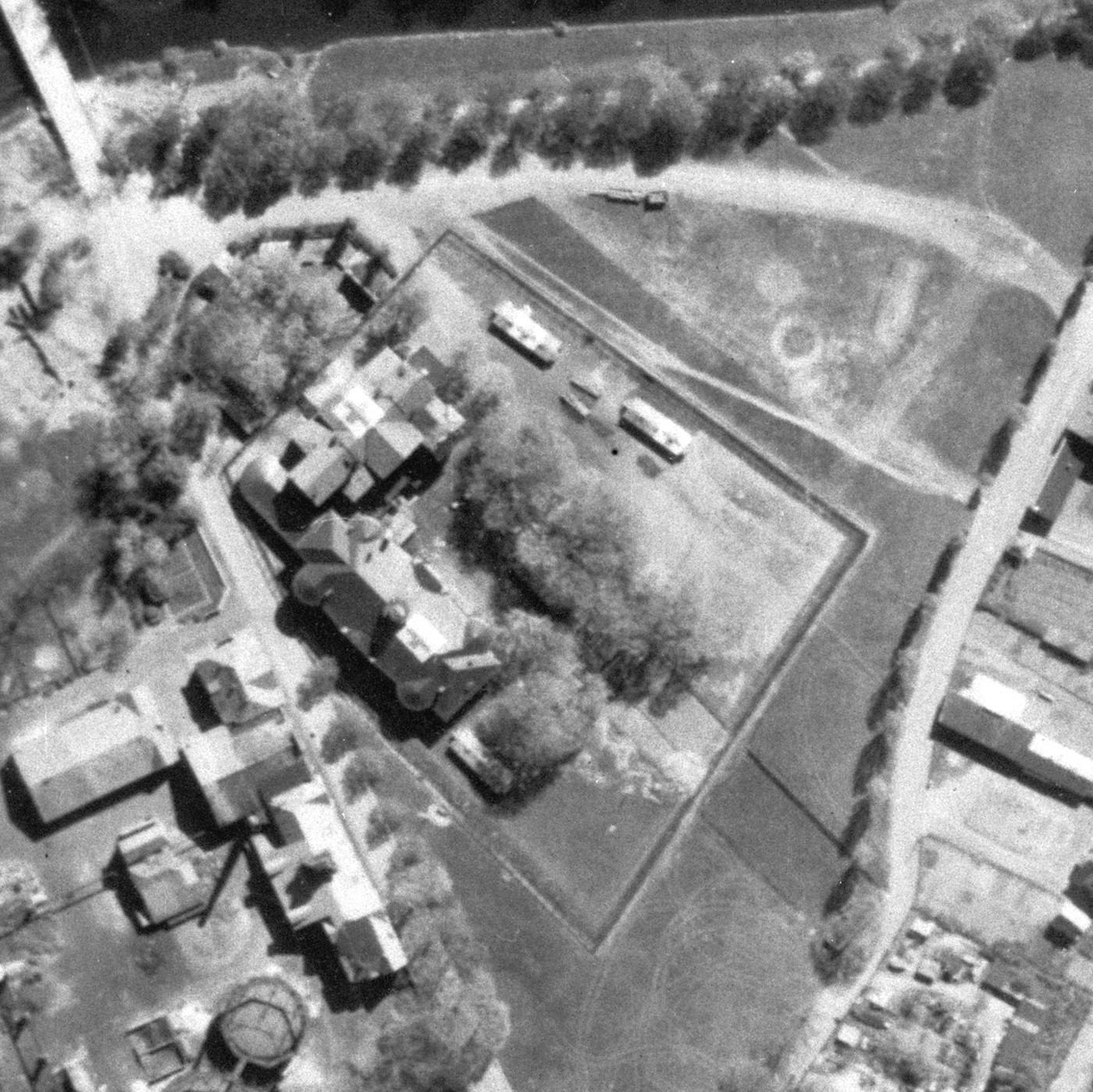
Luftbild vom Stalag im April 1945

Das Stammlager IX C(b) Meiningen (Stalag IX C(b)) war ein während des Zweiten Weltkrieges von 1944 bis 1945 bestehendes Kriegsgefangenenlager und Lazarett für Westalliierte im südthüringischen Meiningen. Es war dem Wehrkreis IX mit dem Hauptquartier in Kassel unterstellt und gehörte gemeinsam mit dem Hospital für Kriegsgefangene in Obermaßfeld (Stalag IX C(a)) zum Basislager Stalag IX C in Bad Sulza.

## Geschichte
Per Anweisung vom 6. April 1944 vom Hauptquartier in Kassel wurde das bereits seit Kriegsbeginn bestehende Reservelazarett für deutsche Soldaten auf dem Gelände des Schützenhauses in Meiningen in eine Abteilung Lazarett für englische Kriegsgefangene umgewandelt. Die Stadt war verpflichtet, die Gebäude und den Grund und Boden unentgeltlich zur Verfügung zu stellen. Sie trug weiter die Kosten für die Umzäunung und die Einrichtung eines Wachlokals, während die Materialien vom Heeresversorgungsamt beschafft wurden. Auf dem Gelände errichtete man zur Erweiterung des Lagers vier Doekker-Baracken.
Im Stalag IX C(b) waren fast ausnahmslos Offiziere der britischen Royal Air Force und der United States Air Force interniert, die beim Abschuss Verletzungen erlitten. Nach der Behandlung in einem Kriegsgefangenenhospital verlegte man die Verwundeten bei Besserung ihres Gesundheitszustandes unter anderem in das Lazarett IX C(b) nach Meiningen. Nach eigenen Aussagen wurden hier die Kriegsgefangenen im Allgemeinen gut behandelt und ausreichend versorgt. Da Offiziere nicht zur Arbeit herangezogen werden durften, verbrachten die Gefangenen die Tage mit Kartenspielen, Schach und Rundgängen. Zu den hier untergebrachten westalliierten Kriegsgefangenen gehörten überwiegend Briten, US-Amerikaner, Australier, Kanadier, Neuseeländer und Südafrikaner. Darunter befand sich auch der bekannte US-Baseball-Spieler Bert Shepard. Auch einige Franzosen gehörten zu den Insassen des Lagers.
Am 5. April 1945 befreite die United States Army nach der Einnahme von Meiningen die rund 480 Kriegsgefangenen. Kurz zuvor war die deutsche Lagerbewachung geflohen. Die ehemaligen Kriegsgefangenen (POW) durften das Lager zunächst nicht verlassen, konnten sich aber auf dem gesamten Gelände frei bewegen. Ehe das Rote Kreuz die Befreiten einige Tage später für den Heimtransport abholte, gründeten diese zur Erinnerung an ihren Aufenthalt im Stalag IX C(b) einen Verein. Dieser nannte sich Meiningen IX C Bierkrug-Verein, da viele Insassen Bierkrüge aus dem Bestand des Schützenhauses als Souvenir mit nach Hause nahmen. Das Gründungsdokument war ein Fetzen beschriebener Fallschirmseide.
Gefangene, die auf Grund ihrer Verletzungen den Aufenthalt im Lager nicht überlebten, bestattete man auf dem Meininger Parkfriedhof. Das Kriegsgefangenenlager wurde nach Kriegsende weitgehend abgerissen und die Gebäude erfüllten wieder ihre ursprüngliche Funktion als Veranstaltungszentrum und erhielten 1947 den Namen „Volkshaus“. Noch heute besuchen ehemalige Internierte die Stätte ihrer Kriegsgefangenschaft.